# Park generała Mariana Langiewicza
Park generała Mariana Langiewicza, to niewielki park we Wrocławiu położony na osiedlu Gajowice, obręb Grabiszyn. Park zlokalizowany jest w kwartale ulic:
- ulica Gajowicka[b] (na wschód od parku)
- ulica Bernarda Pretficza (na północ od parku)
- ulica Wróbla (na zachód od parku)
- ulica Sztabowa (na południe od parku).

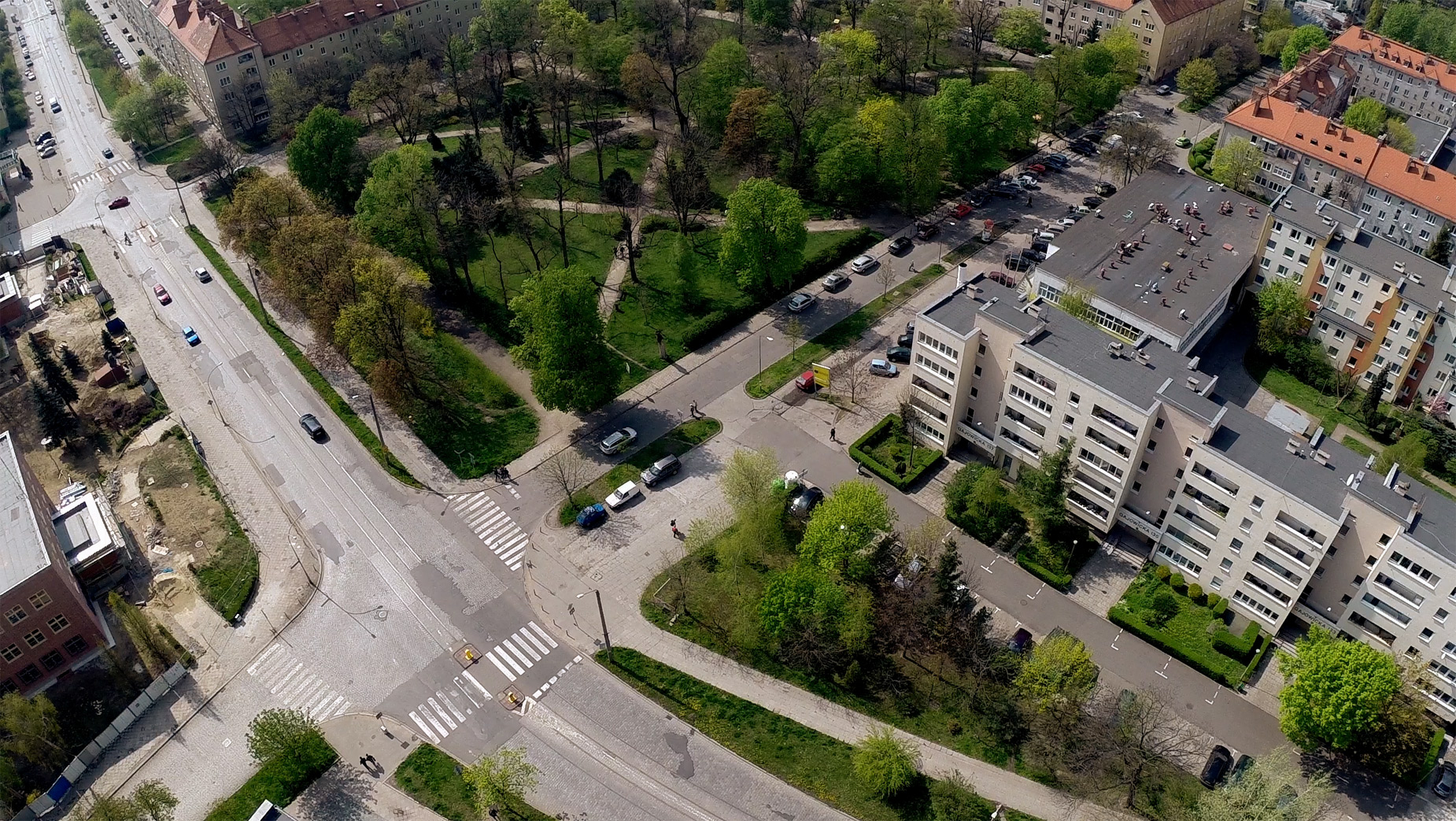
Skrzyżowanie ul. Gajowickiej i Pretficza oraz park gen. Langiewicza

Obszar parku i większość drzewostanu to pozostałości po cmentarzu. Cmentarz w tej lokalizacji został założony w 1815 r., natomiast likwidację cmentarza przeprowadzono w 1958 r. Dawne, niemieckie nazwy tego obszaru to: Gabitzer Begräbnis Platz, Gabitzer Friedhof.
W pobliżu parku znajdują się przystanki komunikacji miejskiej:
tramwaje: linie 14, 20, 24 – przy ulicy Hallera,
autobusy:
• linie 127, 144, 241 (nocna) – przy ulicy Gajowickiej
• linie A, 125 – przy ulicy Kruczej
• linie 257 (nocna) – przy ulicy Hallera.
W obrębie parku znajdują się plac zabaw dla dzieci oraz siłownia zewnętrzna.